# Exomalopsis mexicana
Exomalopsis mexicana är en biart som beskrevs av Cresson 1878. Exomalopsis mexicana ingår i släktet Exomalopsis och familjen långtungebin. Inga underarter finns listade i Catalogue of Life.